# Leptophatnus lamelligena
Leptophatnus lamelligena är en stekelart som först beskrevs av Heinrich 1967.  Leptophatnus lamelligena ingår i släktet Leptophatnus och familjen brokparasitsteklar. Inga underarter finns listade i Catalogue of Life.